# Schwedische Badmintonmeisterschaft 1976
Die Schwedische Badmintonmeisterschaft 1976 fand vom 7. bis zum 8. Februar 1976 in Stockholm statt.

## Medaillengewinner
| Disziplin    | Gold                          | Silber                           | Bronze                         |
| ------------ | ----------------------------- | -------------------------------- | ------------------------------ |
| Herreneinzel | Thomas Kihlström              | Sture Johnsson                   | Kurt Johnsson                  |
| Herreneinzel | Thomas Kihlström              | Sture Johnsson                   | Christian Lundberg             |
| Dameneinzel  | Eva Stuart                    | Anette Börjesson                 | Anita Steiner                  |
| Dameneinzel  | Eva Stuart                    | Anette Börjesson                 | Lena Andersson                 |
| Herrendoppel | Thomas Kihlström Bengt Fröman | Mats Andersson Lars Wengberg     | Stefan Karlsson Gert Perneklo  |
| Herrendoppel | Thomas Kihlström Bengt Fröman | Mats Andersson Lars Wengberg     | Willy Nilsson Bruno Wackfelt   |
| Damendoppel  | Eva Stuart Karin Lindquist    | Britt-Marie Larsson Agneta Lundh | Anette Börjesson Ewa Carlander |
| Damendoppel  | Eva Stuart Karin Lindquist    | Britt-Marie Larsson Agneta Lundh | Kathryn Gärtner M. Wallin      |
| Mixed        | Claes Nordin Anette Börjesson | Lars Wengberg Lena Andersson     | Bengt Fröman Karin Lindquist   |
| Mixed        | Claes Nordin Anette Börjesson | Lars Wengberg Lena Andersson     | Gert Perneklo Eva Stuart       |